# Виль-сюр-Тер
Виль-сюр-Тер (фр. Ville-sur-Terre) — коммуна во Франции, находится в регионе Шампань — Арденны. Департамент — Об. Входит в состав кантона Сулен-Дюи. Округ коммуны — Бар-сюр-Об.
Код INSEE коммуны — 10428.
Коммуна расположена приблизительно в 190 км к востоку от Парижа, в 75 км южнее Шалон-ан-Шампани, в 50 км к востоку от Труа.

## Население
Население коммуны на 2008 год составляло 129 человек.
| 1962 | 1968 | 1975 | 1982 | 1990 | 1999 | 2008 |
| ---- | ---- | ---- | ---- | ---- | ---- | ---- |
| 202  | 204  | 174  | 165  | 138  | 142  | 129  |

## Администрация
| Период | Период | Фамилия         | Партия | Примечания |
| ------ | ------ | --------------- | ------ | ---------- |
| 2001   | 2008   | Жан Денизе      |        |            |
| 2008   |        | Паскаль Дематон |        |            |

## Экономика
В 2007 году среди 84 человек в трудоспособном возрасте (15—64 лет) 63 были экономически активными, 21 — неактивными (показатель активности — 75,0 %, в 1999 году было 59,1 %). Из 63 активных работали 58 человек (35 мужчин и 23 женщины), безработных было 5 (2 мужчины и 3 женщины). Среди 21 неактивных 8 человек были учениками или студентами, 5 — пенсионерами, 8 были неактивными по другим причинам.

## Достопримечательности
- Церковь Св. Петра в оковах (XVI век). Памятник истории с 1925 года[3]
- Музей Le Paradis